# مركبة عسكرية خفيفة متعددة الاستخدام

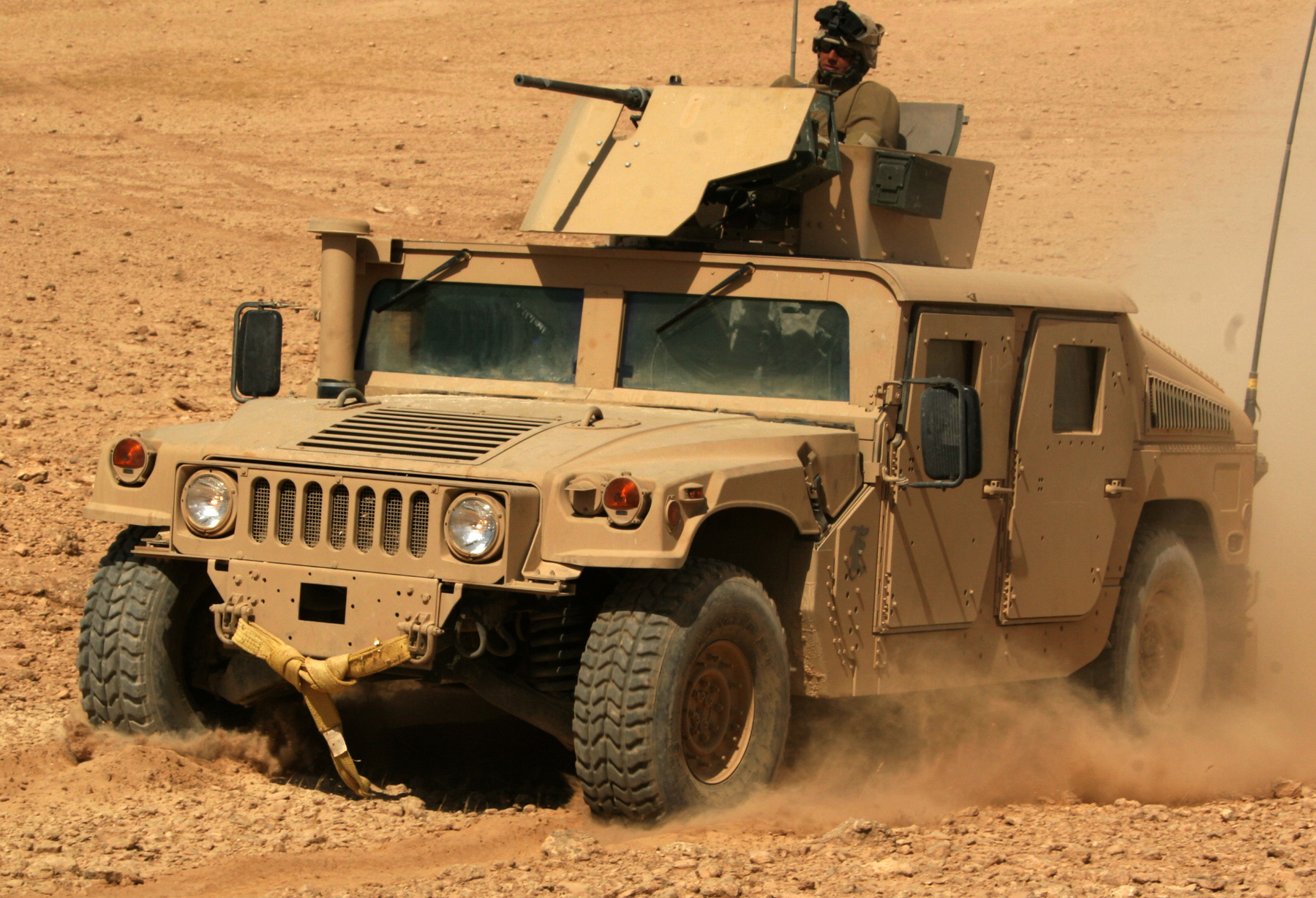
كانت مركبة همفي هي المنصة الرئيسية للمركبات الخفيفة في الجيش الأمريكي منذ ثمانينيات القرن العشرين

المركبة العسكرية الخفيفة متعددة الاستخدام هي الفئة الأخف وزناً في تصنيف المركبات العسكرية. تمثل الحلقة الأولى في هرم القدرة اللوجستية الميدانية. وتستخدمها جيوش العالم كقيمة تكتيكية مشتركة بفضل بساطتها وقابليتها للتكيّف. كونها تحقق معايير نجاح عمليات الإغارة الأساسية من تنقّل سريع، تكلفة منخفضة، ومرونة تسليحية.

تشبه «الجيب» بدفع رباعي. فهي خفيفة أخف من الشاحنات التكتيكية الأخرى. لها هيكل قصير وبروزات قليلة: قدرة عالية على المناورة على الطرق الوعرة. غالباً تتّسع لأربعة أفراد مع حمولة محدودة.

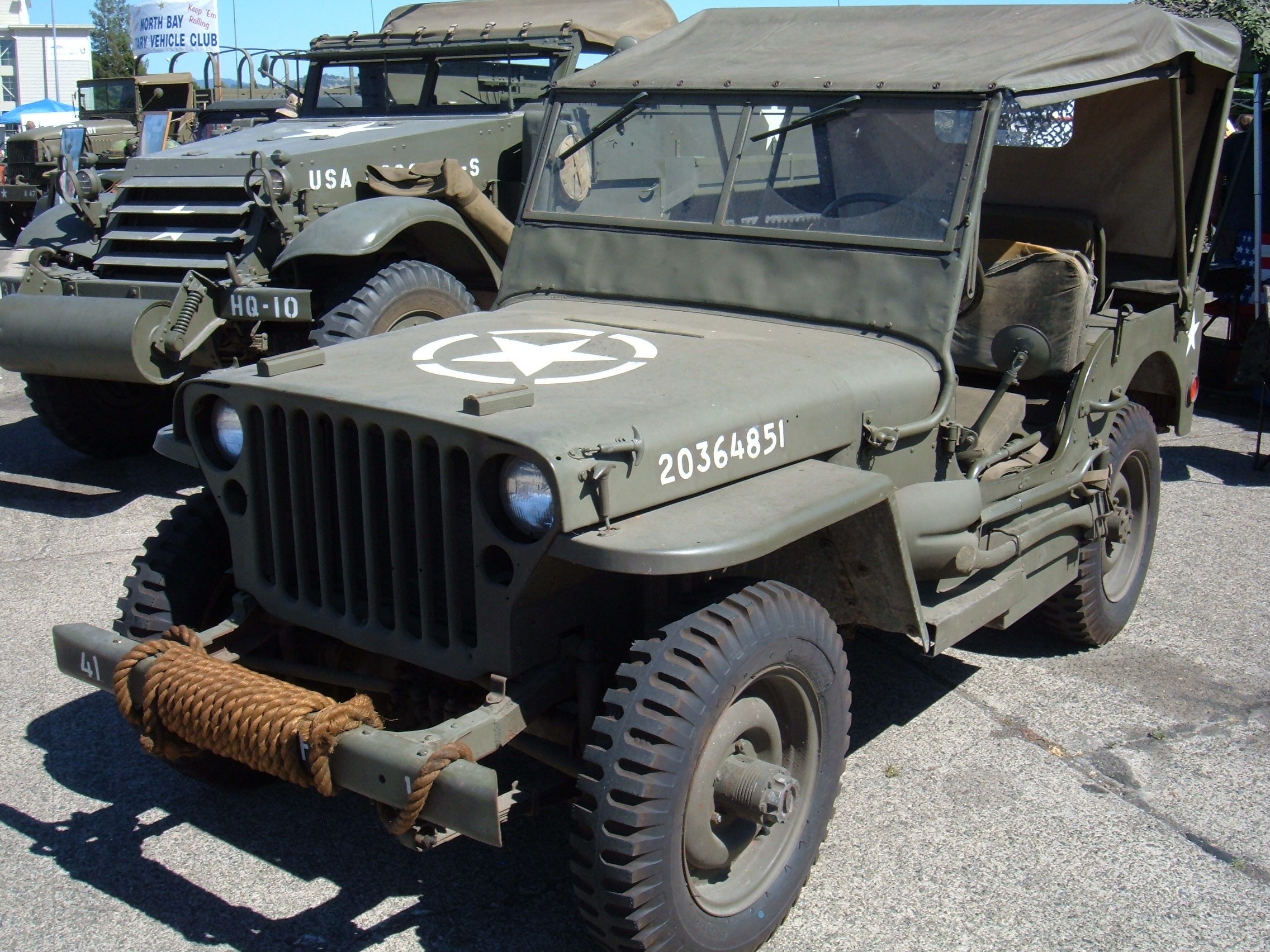
«جيب» ويلز إم‑بي؛ أيقونة المركبات الخفيفة في جيوش القرن العشرين

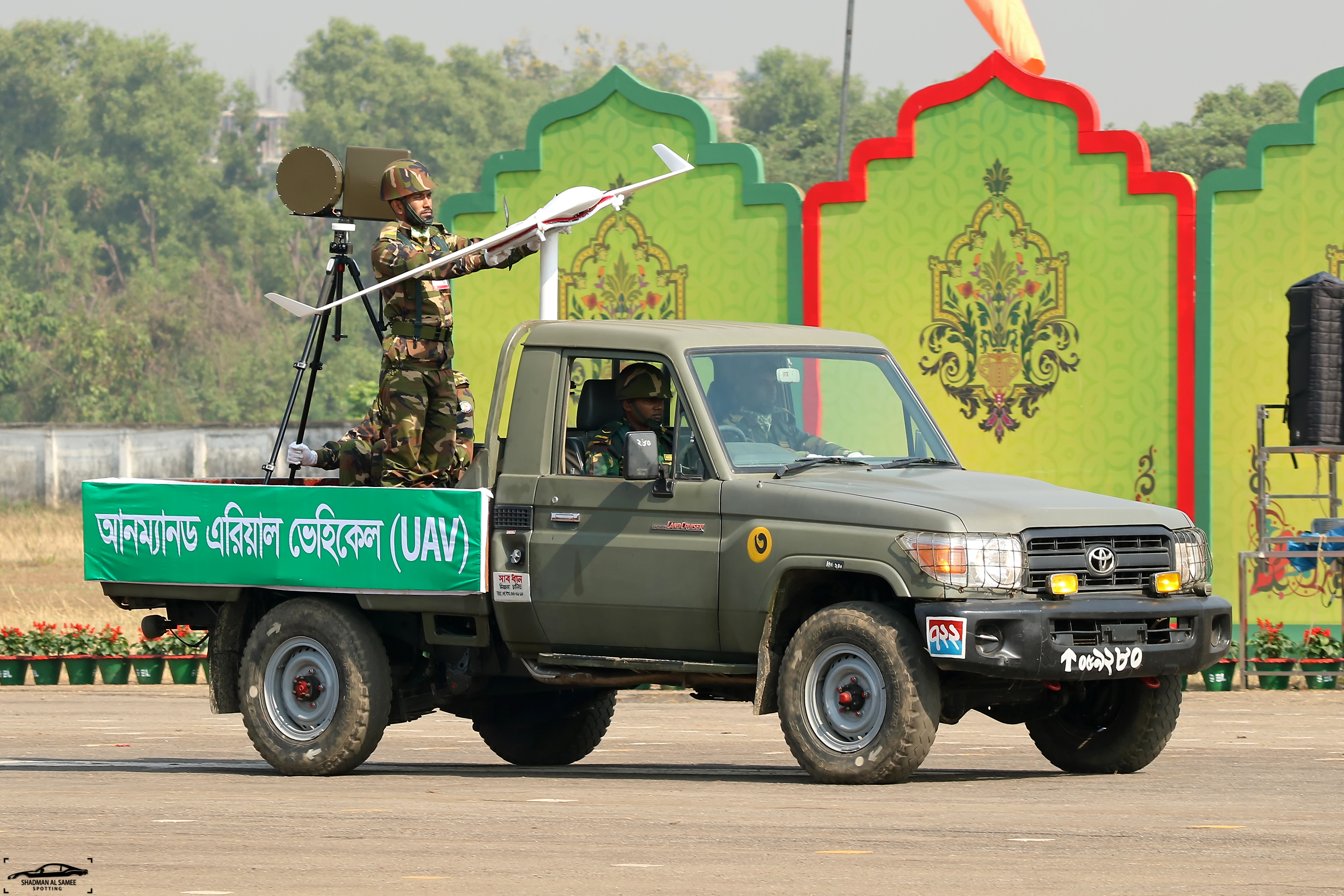
شاحنة «تويوتا لاند كروزر 70» للجيش البنغلادشي مع طائرة بدون طيار «برامور»

تهدف إلى أربع غايات: أولها أن تنقل الجنود والضباط بسرعة إلى نقاط القتال أو القيادة. ثانيها أن تحمل الإمدادات والأسلحة الخفيفة وإخلاء الجرحى. ثم أن تكون منصة مرنة لتركيب الرشاشات، القواذف، وأجهزة الاتصالات. واخرها أن تساهم في تعزيز حركة المشاة بعد استبدال الخيول ووسائل النقل الحيوانية في منتصف القرن العشرين. بعد ازدياد خطر الأسلحة الخفيفة والعبوات الناسفة، اكتسبت هذه المركبات دروعاً إضافية، ما رفع وزنها وأثر على رشاقتها.
يعبر عن هذا التحدي التصميمي الحديث بمعادلة موازنة تتكون من: (المناورة × السرعة × قوة النيران × الصلابة× قابلية النقل الجوي). حيث تكون أعلى قيمة واحد وأقلها صفر.
- تعد نسخ «جيب ويلز» و«لاند روفر» الأصل الجنيني لفئة المركبات الرياضية متعددة الاستعمالات.
- بعض طرز «شيفروليه بليزر» دخلت الخدمة العسكرية بوصفها مركبات خفيفة.

أكّد الجنرال أيزنهاور أن «الجيب» كان واحداً من ستة أنظمة حيوية للانتصار الأمريكي في الحرب العالمية الثانية، بينما وصفه الجنرال جورج مارشال بأنه «أعظم إسهام أميركي في الحرب الحديثة».

## مركبات حول العالم
| الدولة               | الاسم                  | ملاحظات تكتيكيّة                                                            |
| -------------------- | ---------------------- | -------------------------------------------------------------------------- |
| أستراليا             | هاوكي                  | حماية ضد الألغام مع وزن يسمح بالنقل الجوّي                                  |
| اليابان              | تويوتا لاندكروزر       | قاعدة شائعة للدوريات في المناطق الوعرة. إشتهرت بإستخدامها في حرب التويوتا. |
| اليابان              | ميغا كروزر             | نسخة عسكرية موسّعة مع دفع رباعي دائم                                        |
| الصين                | نسخ هامفي الصينية ‏     | محاكاة لمنصّة هامفي بقدرات مصفّحة                                            |
| إسبانيا              | فامتاك أورُو            | تعدّد مهام ومرونة تسليح حتى مدافع عيار متوسط                                |
| البرازيل             | أغالي مارّوا            | هيكل بسيط يتحمّل حرارة الأدغال والساحل                                      |
| الأرجنتين – البرازيل | غاوتشو                 | مشروع ثنائي لنقل الكتائب المحمولة جوّاً                                      |
| سويسرا               | إيغل مواغ              | حزمة استطلاع مع حماية بالستية متقدّمة                                       |
| إندونيسيا            | بِنداد ماونغ ‏           | تصميم خفيف لعمليات الغابة والرصد الحدودي                                   |
| المملكة المتحدة      | ديفندر العسكري         | إرث طويل في الاستطلاع والكشف الهندسي                                       |
| ماليزيا              | جي كي‑إم١              | مقصورة عالية الحماية وأنظمة اتّصالات رقمية                                  |
| ماليزيا              | سندانـا روفر           | تكوين اقتصادي لوحدات خفر الحدود                                            |
| الإمارات             | نمر (منتج مركبات)      | تحمّل الحرارة العالية والغبار الكثيف.                                       |
| فرنسا                | شيربا لايت             | نسخة دورية مصفّحة قابلة للشحن الجوي                                         |
| كوريا الجنوبية       | كيا لايت تاكتيكال فيكل | تتميز بالمرونة والحماية ضد الأسلحة الخفيفة والألغام                        |